# الخاندرو ویبه
الخاندرو ویبه (انگلیسی: Alejandro Wiebe؛ زادهٔ ۱ ژوئن ۱۹۷۰) مجری تلویزیون اهل آرژانتین است. وی از سال ۲۰۰۲ میلادی تاکنون مشغول فعالیت بوده است.